# Keilbremse

Keilbremse: Bremsscheibe (blau), Bremskeil (rot), Bremsbelag (grau), Lagerung (rund), Kraft (Pfeil)

Bei der Keilbremse, auch elektronisch geregelte Keilbremse (englisch Electronic Wedge Brake), schiebt ein kleiner Elektromotor einen Bremsbelag mit keilförmigem Rückenprofil zwischen Bremsbacke und Bremsscheibe. Genau wie eine Trommelbremse enthält sie keinen Bremszylinder und ein Teil der Anpresskraft zwischen Belag und Scheibe wird aus der Bewegung der Scheibe gewonnen. Dadurch benötigen diese Bremsen theoretisch nur ca. 10 % der Betätigungsenergie einer vergleichbaren üblicherweise hydraulisch betätigten Scheibenbremse. Durch den über Flächenpressung und Temperatur nicht konstanten Reibwert zwischen Bremsbelag und Bremsscheibe ist der Vorteil in der Praxis geringer. Die Keilbremse erfordert eine schnelle Regelung (1 ms) um die Bremskraft nicht sprunghaft ansteigen zu lassen, außerdem muss bei Verschleiß der Belag nachgestellt werden was die Komplexität des Systems erhöht.
Weitere Vorteile sind schnelleres Ansprechen, der Wegfall der Hydraulikanlage und der konventionellen Handbremse. Die Keilbremse ist ein Brake-by-Wire-System.

## Geschichte

### Kutsche
Die konventionelle Keilbremse hat den Nachteil, dass das Rad schnell blockiert und die Bremse (je nach mechanischer Konstruktion) erst wieder im Stillstand lösbar ist. Deswegen wurde sie nur eingesetzt, um bei Pferdekutschen die Räder zu blockieren. Der Kutscher rammt dabei einen Keil zwischen Rad und Radkasten. Diese Keilbremse besitzt einen langen Bügel, um zusätzlich zur Selbstverstärkung noch die Hebelwirkung nutzen zu können. Erst dadurch kann der Kutscher die nötige Verzögerung erwirken.

### eStop
Im Institut für Robotik und Mechatronik des Deutschen Zentrums für Luft und Raumfahrt wurde die elektrische (Brake-by-Wire) Keilbremse Ende der 1990er entwickelt und patentiert. Im Jahr 2000 gründete dann der Erfinder Dipl.-Ing. Bernd Gombert die Firma eStop GmbH zur Entwicklung, Produktion und Standardisierung eines elektromechanischen Bremssystems (eBrake) für die Autoindustrie und den Schienenverkehr. Das Kfz-Bordnetz mit 12 Volt ist zu schwach für die direkte Betätigung des Bremszylinkders und das 42-Volt-Bordnetz war noch in weiter Ferne. Daher entwickelte man die elektronisch geregelte Keilbremse weiter, welche wenig Leistung braucht. Ca. 2005 wurde eStop von Siemens VDO übernommen.

### Wettlauf Siemens VDO und Continental
Bei Tests der Keilbremse 2006–2007 mit Prototypen am Polarkreis wurden deutlich reduzierte Bremswege erreicht, insbesondere im Regelbereich des ABS bei Schnee, Eis und μ-Split. Das Aufbauen des Drucks im verzweigten Hydrauliksystem kostet Zeit, daher spricht die elektronische Bremse schneller an, was insbesondere die Regelung beim ABS schneller und feiner macht.
Continental entwickelte parallel einen anderen Ansatz, die elektrische Spindelbremse.
Beide Unternehmen wetteiferten um die geplante Serieneinführung, welche von Siemens VDO im Jahr 2006 für 2010 angekündigt wurde.

### Zusammenschluss und Einstellung
Im Juli 2007 wurde die Übernahme von Siemens VDO durch Continental bekanntgegeben und im November 2007 ohne Auflagen des EU-Wettbewerbskommissar genehmigt und damit rechtskräftig.
Danach wurde der Serieneinsatz in Frage gestellt und die Arbeiten bis 2012 eingestellt.
Bosch und Continental waren weltweite Marktführer für hydraulische Bremssysteme, zu denen neben der Hydraulik mit dem Bremskraftverstärker und den Bremszylindern auch die ABS-Einheit und Notbremsmodul gehören.
Es gab Mutmaßungen, dass Continental das neue Bremssystem verhinderte, um das eigene Geschäft nicht zu kannibalisieren, denn dieses wäre deutlich günstiger als die Summe der klassischen Systeme.